# Kantonnale Bank van Zürich

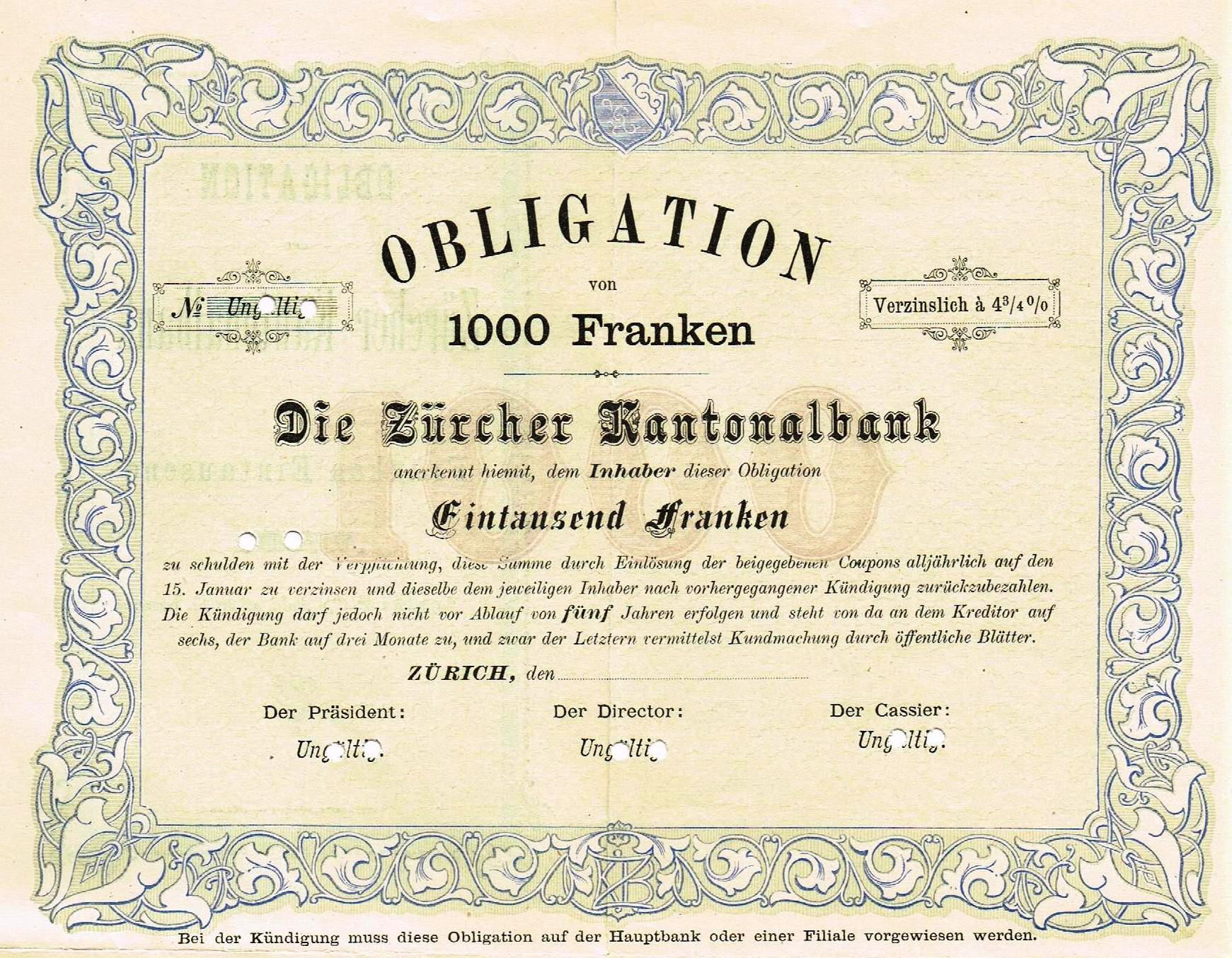
Obligatie van de Kantonnale Bank van Zürich uit 1879.

De Kantonnale Bank van Zürich (Duits: Zürcher Kantonalbank, afgekort ZKB) is een Zwitserse kantonnale bank. De bank heeft haar hoofdzetel  in Zürich in het gelijknamige kanton.

## Omschrijving
In 2018 had Kantonnale Bank van Zürich een balanstotaal van 169,4 miljard Zwitserse frank en telde de bank 5.087 personeelsleden. Daarmee is de Kantonnale Bank van Zürich de grootste kantonnale bank van Zwitserland en een van de grootste Zwitserse banken in het algemeen. Hoewel de bank enkel gevestigd is op het grondgebied van het kanton Zürich, opereert ze ook op nationaal Zwitsers vlak en op internationaal vlak. De bank is actief in de hypotheek- en kredietsector, maar ook in de beleggings- en pensioensector en is met een klantvermogen van ongeveer 295,2 miljard Zwitserse frank een van de vijf grootste vermogensbeheerders in Zwitserland.
De deposito's bij de Kantonnale Bank van Zürich vallen volledig onder een staatswaarborg die wordt gewaarborgd door het kanton Zürich. Kredietbeoordelaars Standard & Poor's, Moody's en Fitch Ratings kennen de Kantonnale Bank van Zürich de hoogst mogelijke kredietwaardigheid toe van het niveau AAA. Daarmee wordt de ZKB beschouwd als een van de veiligste banken ter wereld.

## Geschiedenis
De Kantonnale Bank van Zürich werd opgericht op 15 december 1870 en is daarmee een van de oudste kantonnale banken van Zwitserland. De basis hiervoor werd gelegd door de kantonnale grondwet van Zürich van 18 april 1869, die in artikel 24 stelde: "Er [het kanton Zürich] errichtet zur Hebung des allgemeinen Kreditwesens beförderlich eine Kantonalbank." Artikel 109 van de huidige grondwet van 2005 stelt kortweg: "Der Kanton betreibt eine Kantonalbank."
Johann Jakob Keller (1823-1903), een politicus voor de Democratische Partij en ondernemer uit het Zürcher Oberland, was de drijvende kracht achter het idee van een kantonnale bank. Op 20 maart 1869 pleitte hij in een bijdrage in de Neue Zürcher Zeitung voor de oprichting van een kantonnale bank, "zelfs als deze slechts 1.000 burgers uit de handen van de kapitalisten redde." Door de zeer hoge rentetarieven in het kanton Zürich in de jaren 1860 kregen kleine bedrijven en landbouwers het immers moeilijk om leningen aan te gaan en te investeren. Investeerders investeerden hun kapitaal vooral in de opkomende spoorwegen en de industrie. Deze investeringen leverden namelijk een groter rendement op. Een kantonnale bank moest het voor gewone burgers en landbouwers opnieuw mogelijk maken om te lenen tegen redelijke rentetarieven. Vanwege zijn rol in de oprichting van de bank zou Keller later de bijnaam Bankvater krijgen.
De oprichting van de Kantonnale Bank van Zürich kaderde dan ook binnen de socio-economische verwezenlijkingen van de Democratische Beweging, die in die periode ook pleitte voor het invoeren van referenda en bevolkingsinitiatieven, voor de afschaffing van de doodstraf en rechtstreekse verkiezing van de kantonnale regering.
Tot de oprichting van de Zwitserse Nationale Bank in 1907 was de uitgifte van de Zwitserse frank een van de taken van onder andere de Kantonnale Bank van Zürich. Bankbiljetten werden in die tijd nog met de hand ondertekend.
Gedurende de 20e eeuw groeide de Kantonnale Bank van Zwitserland uit tot een van de grootste kantonnale banken van Zwitserland.
In 2015 kwam de Kantonnale Bank van Zürich in het nieuws, toen bleek dat de persdienst van de bank in het artikel over de bank op de Duitstalige Wikipedia een hoofdstuk over een schandaal integraal had verwijderd.
Aargau · Appenzell Innerrhoden · Basel-Landschaft · Basel-Stadt · Bern · Fribourg · Genève · Glarus · Graubünden · Jura · Luzern · Neuchâtel · Nidwalden · Obwalden · Sankt Gallen · Schaffhausen · Schwyz · Thurgau · Ticino · Uri · Vaud · Wallis · Zug · Zürich